# Школа снайперів “Дике поле”
Школа снайперів «Дике поле» — громадська організація, що організовує курси зі снайперської справи для цивільних осіб та військовослужбовців Збройних сил України. Створена за ініціативи спільноти власників високоточної зброї у 2014 році, як відповідь на початок збройної агресії Російської Федерації проти України.

## Історія
Курси почали проводитись у м. Дніпро з червня 2014 року. Заняття відбувалися на волонтерських засадах для добровольців, що боролися з сепаратизмом та вирушали на фронт для опору збройній агресії Росії. Зважаючи на відсутність доступних курсів снайперів для населення та великий попит на військову підготовку, школа поступово почала проводити заняття по всій країні. У 2015 році відкрились відділення школи у Києві, Харкові, Львові та Запоріжжі. У 2016 році школа поширюється ще на 8 міст. Станом на вересень 2018 року курси «Дикого поля» проводились у 22 містах України. Курси відвідали понад 2 тисяч людей, переважно цивільні особи, частина з яких в результаті стала снайперами та інструкторами в бойових підрозділах ЗСУ. 

## Програма підготовки
Курси в усіх містах проходять за стандартизованою програмою. Заняття проводяться ввечері, бо розраховані на людей, що працюють вдень. Курсанти вивчають теорію протягом 2 тижнів (20 годин) та складають письмовий іспит. Ті, хто успішно складає іспит, переходять до практичних занять з бойовою зброєю. Програма практичної підготовки складається з 50 вправ, кожна з яких має бути відпрацьована та зарахована інструктором. Курсанти мають особисті залікові книжки, в яких ведуться записи про результати тренувань. Кількість практичних занять не обмежується, курсанти навчаються, доки не досягнуть майстерності.

## Сертифікати
Сертифікати Дикого поля мають 4 ступеня та видаються за посвідченням особи. Вони не мають офіційного визнання з боку держави, але на практиці можуть бути аргументом при отриманні посади снайпера чи інструктора.

## Офіційні відзнаки

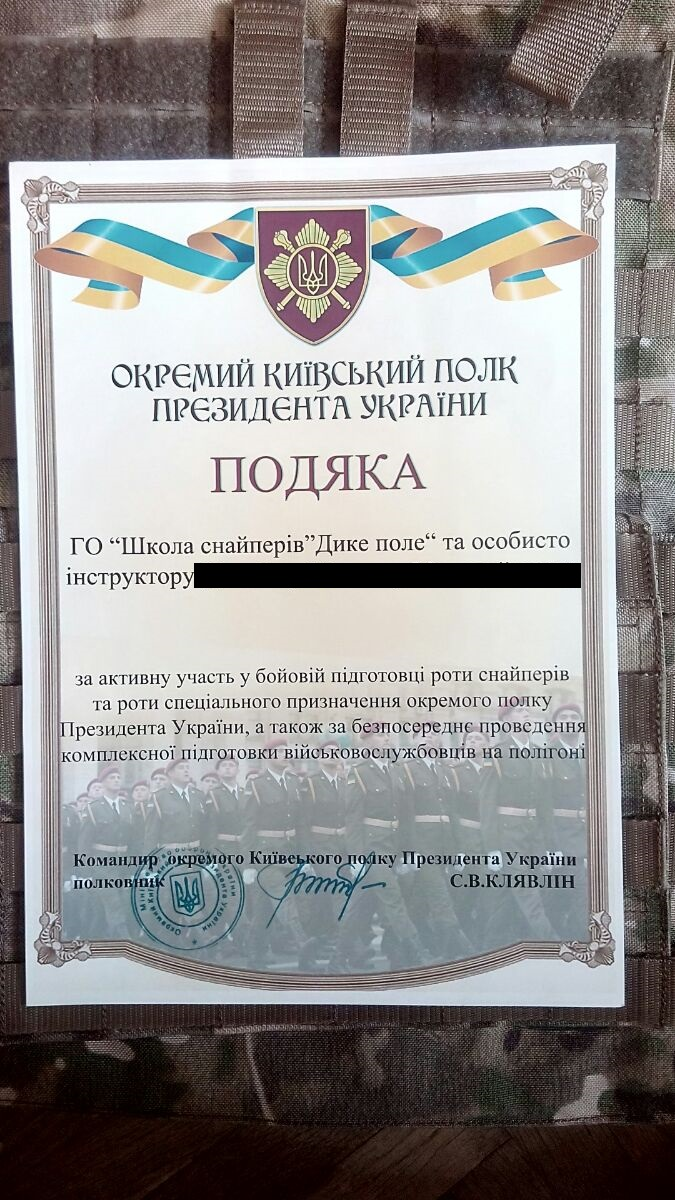
Подяка — Окремий президентський полк
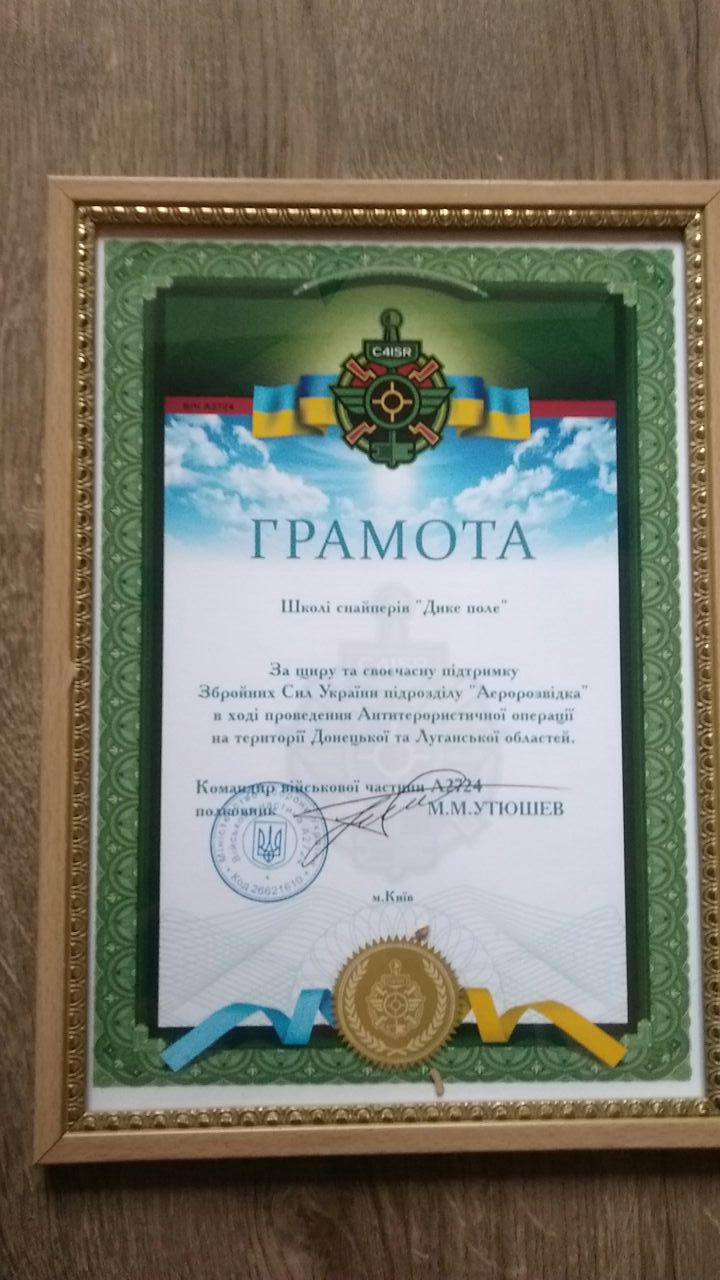
Грамота — Аеророзвідка
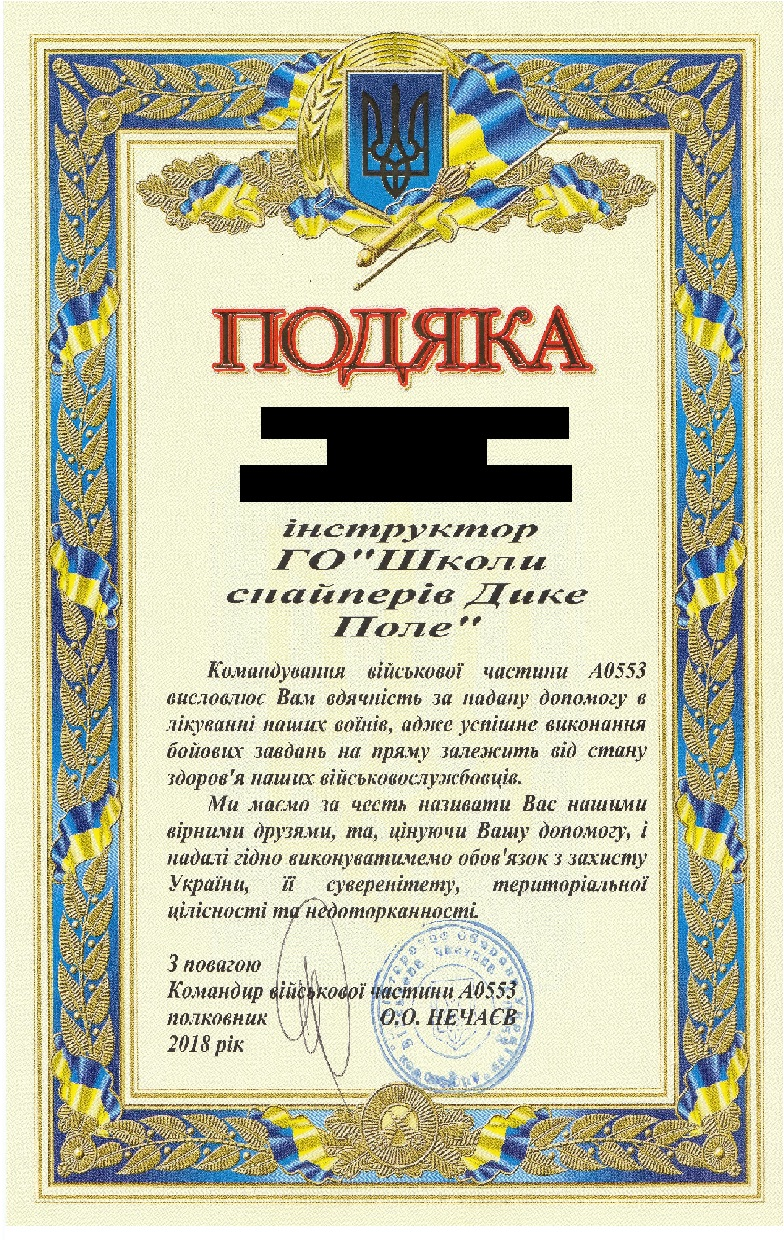
Подяка — вч А0553